# Marie-Angélique de Vandenesse
Marie-Angélique de Vandenesse, nascida Marie-Angélique de Granville em 1808, é uma personagem fictícia da Comédia Humana de Honoré de Balzac. É filha de monsieur de Granville, conde e magistrado. Casa-se em 1828 com Félix de Vandenesse. Eles moram na rua du Rocher.
Foi perturbada em sua infância por uma mãe devota ao limite da loucura, junto com sua irmã Marie-Eugénie. Esta mania fez com que o pai da jovem criasse uma segunda família em segredo (Une double famille). Contudo, graças a ele, ela recebeu uma educação artística profunda junto ao professor de música Wilhelm Schmucke, amigo fiel de Sylvain Pons, o Primo Pons.
Em 1833, ela é tomada por um tipo de loucura romanesca que a faz desejar uma aventura extraconjugal. Lady Dudley manipula-a habilmente para atirá-la aos braços do escritor Raoul Nathan, que está sempre em dificuldades financeiras. Lady Dudley quer por todos os meios prejudicar Félix de Vandenesse, seu antigo amante. Para tanto, ela se liga à sua esposa com a ajuda de madame Charles de Vandenesse (nascida Émilie de Fontaine, viúva do almirante Kergarouët) e de Nathalie de Manerville (nascida Nathalie Évangélista). As três encorajam Marie-Angélique a salvar Raoul, que não passa até então de um amante plantônico (eles se vêem regularmente na cada de lady Dudley). Marie-Angélique faz seu professor de piano, Schmucke, assinar letras de câmbio, e só depois percebe que não pode pagar estas dívidas. Em 1833, ela apela à sua irmã, casada com o banqueiro Ferdinand du Tillet, e a Delphine de Nucingen, que se mostra muito generosa avisando discretamente Félix de Vandenesse de tudo.
Personalidade em voga na moda de Paris, Marie-Angélique é convidada à festa de Félicité des Touches em Autre étude de femme, e na casa de Diane de Maufrigneuse em Une ténébreuse affaire.
Aparece também em:
- Une fille d'Eve,
- La Muse du département,
- Une double famille,
- Béatrix,
- Le Cousin Pons.